# Soar (miasto biblijne)
Soar, Bela, Suhru(?), Soara(?) – miasto biblijne w dolinie Siddim. Według Księgi Rodzaju (Rdz 19, 20–23, 30) Soar było wyproszonym u Pana celem ucieczki Lota w czasie zniszczenia Sodomy i Gomory. Początkowo aniołowie polecili Lotowi ucieczkę w góry, uprosił ich jednak, żeby  niewielkie Soar stało się jego schronieniem. 
W Księdze Rodzaju (14, 8) Soar zostało nazwane Bela. Według Księgi Powtórzonego Prawa (Pwt 34, 1–3) położone było na południe od Jerycha, zaś Księgi Izajasza (Iz 15, 5) – w przygranicznym obszarze Moabu. Prawdopodobnie wspomniana w korespondencji amarneńskiej jako Suhru. Wojna żydowska (IV, 482) i Dawne dzieje Izraela (I, 204) Józefa Flawiusza wzmiankują o Soar jako jednym z miast Arabii. Euzebiusz z Cezarei w Onomasticonie wspomina o niegdysiejszym znaczeniu miasta. W Talmudzie Soar nazwany został „miastem palm”.
Nie ma pewności do prawidłowego ustalenia położenia Soar. Zależy ono od lokalizacji doliny Siddim. Istnieją dwa poglądy na dany temat. Część badaczy uważa, że lokalizacji Siddim, a znaczy i Soar, należy szukać na południe od Morza Martwego. Prawdopodobną identyfikacją jest wówczas As-Safi na stoku gór Moabu i sąsiadująca z nim oaza. Inni są zdania, że Siddim leżała na północny wschód od Morza Martwego, gdzie w czasach rzymskich istniała osada Soara.